# Op
 For alternative betydninger, se OP (virksomhed).
Op (originaltitel Up) er en computeranimeret Disney-Pixar-film fra 2009, instrueret af Pete Docter.

## Handling
Ægteparret Carl og Ellie Frederiksen har, helt fra de var små, ønsket at opleve eventyr, blandt andet inspireret af tv-stjernen Charles Muntz. Men ting kommer i vejen, og da de bliver gamle dør Ellie, og Carl er ikke glad for udsigten til plejehjem. Derfor binder han en hel masse balloner til sit hus og flyver til Sydamerika, hvor der er eventyr sammen med drengen Robert, hunden Doggy og den sjældne fugl Kenneth.

## Medvirkende
| Rolle              | Original stemme     | Dansk stemme               |
| ------------------ | ------------------- | -------------------------- |
| Carl Frederiksen   | Edward Asner        | Henning Palner             |
| Charles Muntz      | Christopher Plummer | Holger Perfort             |
| Robert             | Jordan Nagai        | Kasper Kesje               |
| Ellie som ung      | Elie Docter         | Emma Morton                |
| Byggeformand Tom   | John Ratzenberger   | Lasse Lunderskov           |
| Doggy              | Bob Peterson        | Robert Hansen              |
| Alpha              | Bob Peterson        | Thomas W. Gabrielsson      |
| Beta               | Delroy Lindo        | André Babikian             |
| Gamma              | Jerome Ranft        | Søren Vejby                |
| George             | Donald Fullilove    | Jesper Kaplan              |
| AJ                 | Jess Harnell        | Rasmus Hammerich           |
| Sven               | Danny Mann          | Morten Hebsgaard           |
| Betjent            | Mickie McGowan      | Vibeke Hastrup             |
| Tropsfører Strauch | Pete Docter         | Philip Antonakakis         |
| Speaker            | David Kaye          | Jes Dorph-Petersen         |
| Carl som ung       | Jeremy Leary        | Alfred C. Schwarz Jacobsen |
| Grå 3              | Josh Cooley         | Karsten Lagermann          |

## Produktion
Tekst mangler, hjælp os med at skrive teksten

## Modtagelse
Tekst mangler, hjælp os med at skrive teksten